# Однажды у синего моря
«Однажды у синего моря» — рисованный мультипликационный фильм 1998 года. Мелодраматическая история об археологе-водолазе, его жене и рыбачке. Фильм участвовал в ОРФАК Таруса—1999.

## Сюжет
На берегу синего моря рыбачка чинила сети и увидела невдалеке корабль на рейде. Археолог-водолаз спускался с него и искал на дне моря предметы древности: амфоры, скульптуры и прочее. А к его жене тем временем приплывали гости: капитан, пилот, серфингист. Наконец жена сбежала, оставив записку. Наблюдавшая в бинокль рыбачка поспешила к водолазу на выручку. После спасения она начинает о нём заботиться, а затем и вовсе собирается перебраться к нему. Но в то время, когда их отношения наладились и она уже паковала на берегу чемодан, вернулась жена водолаза. Корабль уплыл, а опечаленная рыбачка продолжила чинить сети.
В фильме не произносится ни одного слова; кроме прибрежных звуков, слышна только музыка.

## Создатели
| режиссёр             | Алексей Харитиди                         |
| сценарист            | Алексей Харитиди                         |
| художник-постановщик | Алексей Харитиди                         |
| художники            | Елена Яговитина, Надежда Кононова        |
| аниматоры            | Наталия Портнова, Алексей Харитиди       |
| оператор             | Вячеслав Сумин                           |
| продюсеры            | Александр Герасимов, Валентина Хижнякова |
| композитор           | Сергей Сидельников                       |
| звукооператор        | Надежда Шестакова                        |
| монтажёр             | Людмила Путятина                         |

## Награды
- Диплом Всероссийского фестиваля анимационного кино «За ярко выраженную, свойственную анимации, ироничность в подходе к реалиям жизни».

Рейтинг: 2 место «Однажды у синего моря», Таруса-1999.
- Специальный приз международного жюри МКФ «Золотая рыбка», Москва, 1999.[2]

## Отзыв критика
Лариса Малюкова написала, что «Однажды у синего моря» — акварельная лирика Алексея Харитиди, особый художественный мир, созданный на студии «ШАР» и Свердловской студии.